# Amilcare Cipriani

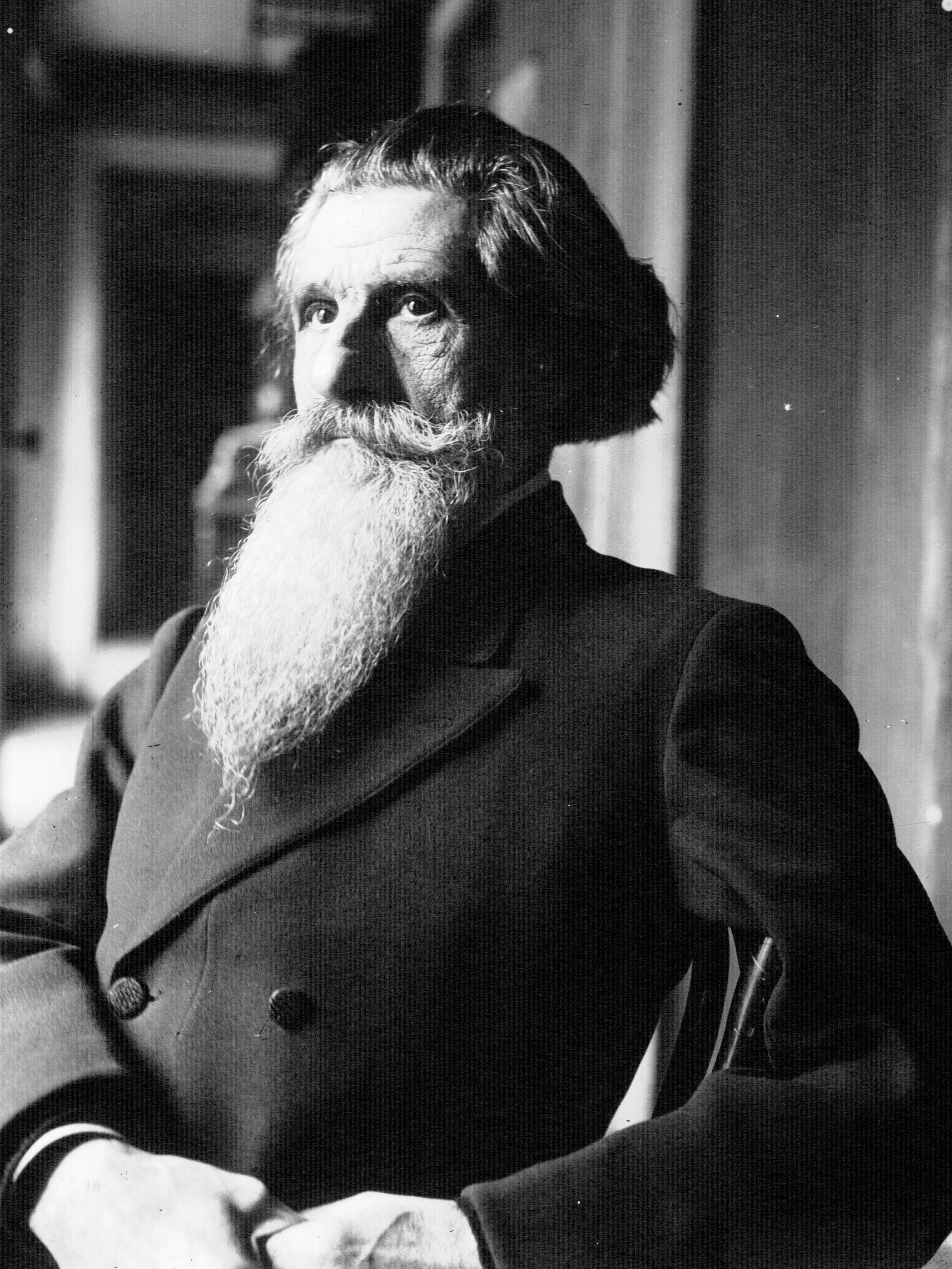
Amilcare Cipriani, 1909

Amilcare Cipriani (* 18. Oktober 1844 in Anzio; † 30. April 1918 in Paris) war ein italienischer Sozialist, Anarchist und Patriot.

## Biografie
Cipriani wurde in Anzio geboren, seine Familie stammte ursprünglich aus Rimini. Im Juni 1859, im Alter von 15 Jahren, kämpfte er an der Seite von Giuseppe Garibaldi und den piemontesischen Truppen in der Schlacht von Solferino im Zweiten Italienischen Unabhängigkeitskrieg. 1860 desertierte er und folgte Garibaldi beim „Zug der Tausend“ (italienisch Spedizione dei Mille), um Neapel und Sizilien zu erobern.
Nach einer Amnestie wurde er erneut in die Reihen der regulären Armee eingegliedert, trat aber zurück, um Garibaldi bei der Eroberung Roms zu begleiten. Garibaldis Armee aus Freiwilligen wurde jedoch von Truppen unter Emilio Pallavicini in der Schlacht am Aspromonte geschlagen (1862). Garibaldi wurde verwundet und gefangen genommen; Cipriani entkam der Gefangennahme und floh nach Griechenland.
Er schrieb für Le Plébéien und andere anarchistische Zeitschriften. Cipriani starb am 30. April 1918 im Alter von 73 Jahren in einem Pariser Krankenhaus.

## Rezeption
1911 wurden seine Schriften in Italien als subversive Literatur verboten. Die Eltern des italienischen Diktators Benito Mussolini, überzeugte Sozialisten, gaben ihrem Sohn zu Ehren Ciprianis den zweiten Vornamen "Amilcare".